# Liste der Monuments historiques in Allemagne-en-Provence
Die Liste der Monuments historiques in Allemagne-en-Provence führt die Monuments historiques in der französischen Gemeinde Allemagne-en-Provence auf.

## Liste der Bauwerke
| Bezeichnung | Beschreibung   | Standort | Kennzeichnung | Schutzstatus | Datum | Bild           |
| ----------- | -------------- | -------- | ------------- | ------------ | ----- | -------------- |
| Schloss     | Erbaut ab 1380 | (Lage)   | PA00080348    | Classé       | 1986  | weitere Bilder |

## Liste der Objekte
- Monuments historiques (Objekte) in Allemagne-en-Provence in der Base Palissy des französischen Kultusministeriums